# ぷっちょ
 ぷっちょ とは、UHA味覚糖が製造・販売する、菓子の商品名。同社の登録商標（第4504723号ほか）。
2000年登場。同社の販売の主力はソフトキャンディであり、グミ、ラムネなども発売している。

## ラインナップ

### ぷっちょ
ソフトキャンディの中にグミが入っている。一部の製品には「キシリつぶ」と呼ばれるキシリトールと炭酸が含まれたラムネが入っている。販売形態はスティックタイプと袋入りがある。かつては通常品が「ぷるっぷっちょ」、キシリつぶ入りが「しゅわぷっちょ」に商品名が分かれていたほか、「し～まぷっちょ」「すっぱぷっちょ」「焼きぷっちょ」なども発売されていたが、2013年現在は商品名を「ぷっちょ」に統一している。

#### 主な商品
スティックタイプ
- ぷっちょスティック　ぶどう／ソーダ／コーラ／プリンス清見／イバラキングメロン

（プリンス清見と、イバラキングメロンはKing & Princeが出演するCMの開始とともに発売された。）
袋入り
- ぷっちょ袋　４種アソート（ぶどう、ソーダ、コーラ、＋ 期間限定ぷっちょ）
- あじわいぷっちょ白くま

#### 終売した製品
スティックタイプ
- オレンジ
- 白桃
- 元気ドリンク
- オレンジソーダ
- メロンソーダ
- トロピカル
- レモン
- 団長のクリームソーダ
- すいか
- ぶどう
- コーラ（キシリつぶ入り）
- ソーダ（キシリつぶ入り）

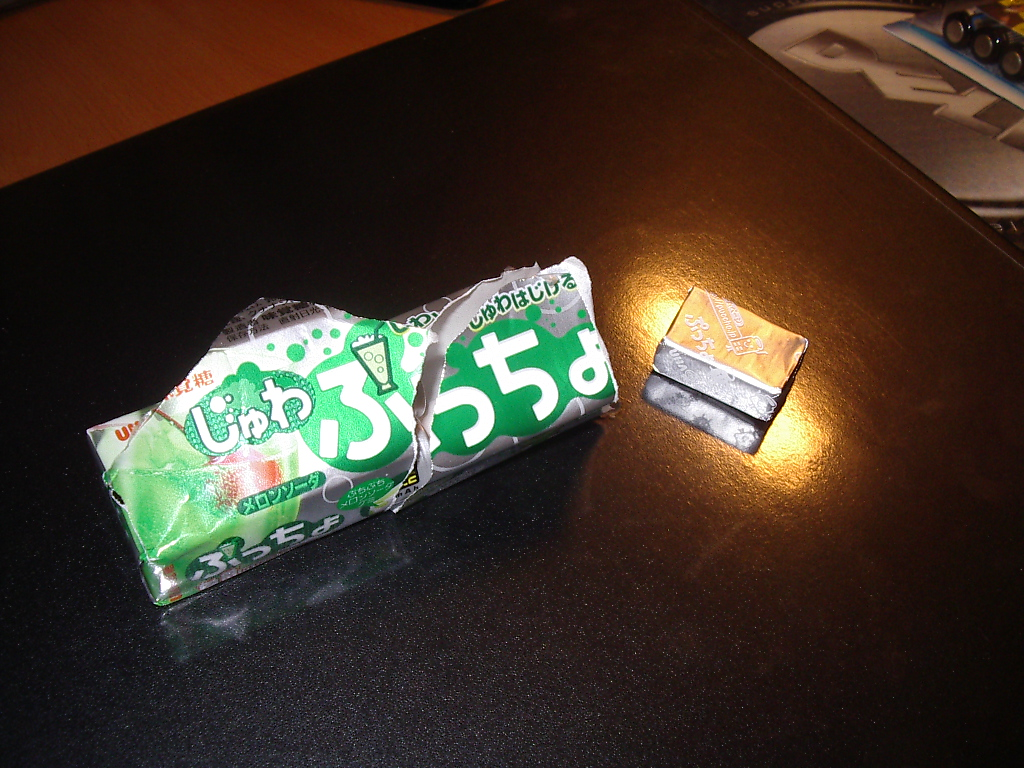
ぷっちょ（メロンソーダ味）

- つぶつぶみかん（ミカン味のグミのほかにオレンジピールが入っている）
- でかグミ ピーチ
- ミラクル!あっ ぷっちょくん
- 果実キングぷっちょ（リンゴ果肉、イチゴゼリー、パイングミが入っている。袋入りもあり）
- KIRIMIちゃん塩じゃけ味　（サンリオの「KIRIMIちゃん.」のコラボ商品。塩じゃけ味晩白柚果汁、鮭フレーク、鮭エキス、鰹節エキス。柑橘系のぷちぷちグミが入っている）
- しゅわコーラ（キシリつぶ入り）
- しゅわソーダ（キシリつぶ入り）
- しゅわアップルサイダー（キシリつぶ入り）
- ジュュュュシーぶどう
- ジュュュュシーいちご
- ジュュュュシーミラクル!（ソフトキャンディ部はヨーグルト味。グミは各種入っている）
- ぷっちょワールド（ヨーグルトソフトキャンディにバナナ、ピーチ、いよかんのグミが入っている）
- ぷっちょワールド・SEKAI NO OWARI（フルーツミックス味（ブルーベリー、オレンジ、いちご、ピンクグレープフルーツの4種）。）
- ぷっちょワールド・ラブライブ！（ミックスベリー味。いちごピューレ、濃縮りんご果汁が入っている）
- ぷっちょワールド・ディズニーツムツム2（トロピカルフィーバー味。（りんご、オレンジ、ライム）の果汁が入っている）

袋入り
- つぶつぶみかん&みかんソーダ
- ざっくぅぷっちょ（ZAQとのコラボレート製品。ソフトキャンディ部はリンゴ味。リンゴ・イチゴ果肉、いよかんグミが入っている）
- でかグミ ぶどう
- ぶどう&ソーダ
- ウルトラぷっちょマン（ソフトキャンディ部はヨーグルト味。リンゴ味といよかん味のグミが入っている）

### ぷっちょグミ
小粒のグミキャンディで、7種類のお宝グミが入っている。

#### 主な商品（グミ）
- ぷっちょグミ　ぶどう／ソーダ／コーラ

#### 終売した製品（グミ）
- オレンジ
- グレープ
- コーラ&レモン
- ホワイトソーダ&ピーチソーダ
- ぶどう&ヨーグルト
- ソーダ&メロンソーダ
- コーラ
- トロピカルパイン

### ぷっちょボール
中はソフトキャンディでそれをハードキャンディでコーティングし、糖衣した3層構造となっている。2011年には炭酸入りの「あわわわわ ぷっちょボール」もラインナップされ、ハードキャンディに表面に重曹を練り込んだ油脂をコーティングしている。袋入りのほか、三角形の箱入り（ソーダ）がある。

#### 主な商品（ボール）
- ぷっちょボール　カラフルアソート（ソーダ・コーラ・レモン・オレンジ）

#### 終売した製品（ボール）
- レッドコーラ
- ブルーソーダ
- パープルソーダ
- あわわわわ ぷっちょボール（ソーダ）
- あわわわわ ぷっちょボール（グレープ）
- ソーダ

※みかん

## CM出演者

### 現在
- Aぇ! group（2024年9月7日 -）
  - 「ぷっちょの奇跡」篇（2024年9月7日 -）
  - 「お気づきだろうか?」篇（2025年3月12日 -）

### 過去
- &TEAM（2023年7月17日 -）
  - 「&ぷっちょ」篇（2023年7月17日 -）
  - 「ぷっチョイス!」篇（2024年3月13日 -）
- King & Prince（2019年3月9日 - ）
  - 「King & Prin ちょ」篇（2019年3月9日 - ）[1]
  - 「Kinちょ & Prinちょ」篇（2019年9月7日 - ）[2]
  - 「対決」篇（2020年3月14日 - ）[3]
  - 「ぷっちょの歌」篇（2020年9月12日 - ）[4]
  - 「I wantちょ」篇（2021年3月27日 - ）[5]
  - 「犯人さがし　ぷっちょぶどう」篇・「犯人さがし　ぷっちょボール」篇（2021年9月11日 - ）[6]
  - 「LOVE！ぷっちょ」篇（2022年3月12日 - ）[7]
  - 「ぷっちょ 総集編」（2023年、3月11日 - ）
- 橋本環奈（2016年3月 - ）
  - 「カンナの夢」篇[8]
  - 「ふくれる」篇[8]
  - 「許さんカンナ」篇[8]
- ミニオン（2017年9月1日 - ）[8]
- ボブ・サップ
- アンガールズ
- 大仁田厚
- GACKT
- AKB48 （2010年8月 - 2013年1月）
- SEKAI NO OWARI
- 加藤晴彦
- ONE PIECE（2013年3月 - ） - 過去には同社のシゲキックス ゼロのCMにも登場していた（2011年）。
- 進撃の巨人（2014年 - ）
- ぷっちょくん（2007年 - ） - 2007年に誕生したぷっちょのオリジナルキャラクター。「ぷっちょくんと遊ぼう」や「ぷっちょくんとCMをつくろう!」などのオリジナルサイトを展開したり、CMキャラクターのストラップが付いた「ぷっちょワールド」が発売されている。

## キャラクター

### ぷっちょくん
主人公。マイペースな性格で、よくツッコミをする。青色のぷっちょやオレンジ色のぷっちょもいるが、同一キャラクターかどうかは不明。話し言葉は関西弁で一人称は「わい」。どうやらぷっちょくんが応援しているアーティストがいる模様。

### まっちょくん
筋トレが趣味で、体がマッチョなぷっちょくん。皆に「まっちょくん」と呼ばれるが、本人は「誰がまっちょやねん! ぷっちょや!」と言い返してくる。しかし後に自分のことを「まっちょ」と言うようになった。マッチョの理由は、力を入れているため。力を抜くと、ぷっちょくんの姿になる。

### 番長くん
普段は偉そうに、いばっているぷっちょ。しかし、スケ番長には頭が上がらず、彼女に対しては敬語口調で喋る。制服を着た人型体形と、ぷっちょくんと同じ姿をした体形の二つを持つ。

### 部長
ぷっちょ商事の部長で、社長に憧れている。

### モデルぷっちょ
手足がとても長いぷっちょで、まっちょくん同様、人型の体形になれる。キザな性格で他人に厳しく、自分に甘い。

### 巨峰ぷっちょ
体が大きく、オカマのぷっちょ。服の中（？）に巨峰を入れて、「キョホホホホ」と笑いながら、セクシーな格好になり、悪ふざけをする。

### スケ番長
体が大きい。一人称は「アタイ」。番長も彼女に頭が上がらない。普段は口が悪く、態度も悪く、短気だが、本当は照れ屋で、優しい性格。実は「地域限定ぷっちょ」を集めるのが趣味。

### コーチ
ぷっちょくんの学校の野球部のコーチで、情に厚い熱血漢。見た目は人間と瓜二つの姿をしているが、実はぷっちょでもなんでもないダンボールである。

### 校長
ぷっちょくんの学校の校長。朝礼での話が長く、倒れるぷっちょくんが続出する。

### マンガぷっちょ
「熱血漫画」、「少女漫画」、「ギャグ漫画」の3面を持つぷっちょ。喜怒哀楽が激しい。他のぷっちょにある目の粒がないため、ノッペラ坊になることもしばしば。

### コーラぷっちょ&ソーダぷっちょ
頭に泡を吹いているぷっちょ。コーラぷっちょは体が茶色で「コーラ!」と怒鳴ってばかりいる。ソーダぷっちょは体が青色で「ソーダソーダ!」が口癖。

### かんなっちょ
橋本環奈がCM「ぷっちょｘかんなｘミニオンB」篇でぷっちょを食べるとミニオンのコスプレ姿に変身する。更にもう一個食べると「かんなっちょ」となる。

### AKB48ちょ
女性アイドルグループ「AKB48（一部SKE48・NMB48のメンバーを含む）」を起用したCMが、2010年8月10日から2012年12月末まで放映されていた。実写のAKB48メンバーに加え、メンバーをぷっちょくん風にデフォルメした「AKB48ちょ」（エーケービー フォーティエイちょ）が登場するというその内容は、実写のAKB48メンバーがぷっちょを食べると「AKB48ちょ」の姿に変身してしまうというもので、声はキャラクターのモデルとなった本人が担当していた。
2010年8月版には「ヘビーローテーション」の選抜メンバーが登場し、2011年3月版には大島・前田・篠田・板野・渡辺・高橋・小嶋・柏木・宮澤・松井珠・松井玲・指原に横山を追加した13人が登場。2011年5月版には「Everyday、カチューシャ」の選抜メンバーが登場していた。
AKB48プロデューサーである秋元康も「あきもちょ」として登場（ただし、CMには本人は登場せずキャラクターのみ。声も本人ではなく一定の声を使用）。メンバーのうちCMに出演しているのは2010年版は大島優子から河西智美までとSKE48のみ。2011年3月版は上記の13人のみ。2011年6月版は前田・小嶋・大島・柏木・宮澤・峯岸・板野・横山・高城・高橋・渡辺・指原の12人のみ。2011年12月版は「AKB48 24thシングル選抜じゃんけん大会」で決定した選抜メンバー16人のうち既にある篠田・峯岸・秋元・佐藤す・河西・小嶋・北原を除く9人が新顔になる。
※AKB48メンバーが口移しで「ぷっちょ しゅわしゅわソーダ」をリレーする2012年3月版の「リレー篇」CMに対し、放送倫理・番組向上機構に多数の批判意見が寄せられた。
なお、同年5月以降よりオンエアされていたCMは､AKBメンバー本人の実写ではなく、AKB48ちょのアニメーションが口わたしをするものに差し替えた。AKBメンバー本人の実写は終盤のみの登場となった。

### ちょ人
テレビアニメ『進撃の巨人』とのコラボレーション企画『進撃のちょ人』に登場するオリジナルキャラクター。

### こちらUHA味覚糖株式会社広報室ぶっちょくんPR部 ぷっちょ部長
通称『こちぷちょ』。公式Twitterでキャラクター展開、アニメ配信をしている。キャラクターデザイン・作画は谷口崇。

### King & Prin ちょ
King & PrinceがCM「King & Prin ちょ」篇に、本人役で出演。CM出演と引き換えで「King ＆ Prin ちょ」へ改名することに…。現実とCMの世界がリンクした内容となっている。楽屋でマネージャーからCM出演決定を聞いたメンバーは大歓声。しかしそのためには「King ＆ Prin ちょ」に改名するという条件を告げられると「キング＆プリン…ちょ？」と、そのあまりにも唐突な申し出に言葉を失う5人。しかし場面が変わると、ライブステージの上では「こんにちは！King ＆ Prin ちょでーす！と、満員の観客を前に満面の笑みとキレキレのポージングで自己紹介をするメンバーたち。改名を受け入れ、成長したメンバーを袖口から見守っていたマネージャーが「プロだ…」と涙ぐみながら感心するといったストーリーが描かれる。

### Kinちょ & Prinちょ
King ＆ PrinceがCM「Kinちょ ＆ Prinちょ」篇に出演。「King ＆ Prinちょ」篇の続編となっており、5人がそのまま人気アイドルグループのメンバーとして登場。今度はCM延長の条件として「Kinちょ ＆ Prinちょ」に改名することに。しかし場面が変わると、テレビの音楽番組では「こんにちは！ Kinちょ ＆ Prinちょでーす！」といつもと変わらぬ元気いっぱいの笑顔で手を振るメンバーたちの姿が。これにはマネージャーも「プロだ…」とその成長ぶりの目を丸くする、といった内容となっている。